# Sistema Nacional de Bibliotecas Públicas
El Sistema Nacional de Bibliotecas Públicas es un organismo chileno, dependiente del Servicio Nacional del Patrimonio Cultural, que elabora y ejecuta políticas locales, regionales y nacionales para las bibliotecas públicas; asesorando, capacitando, promoviendo, difundiendo, desarrollando, fortaleciendo y coordinando a las más de 450 bibliotecas públicas. 

## Historia

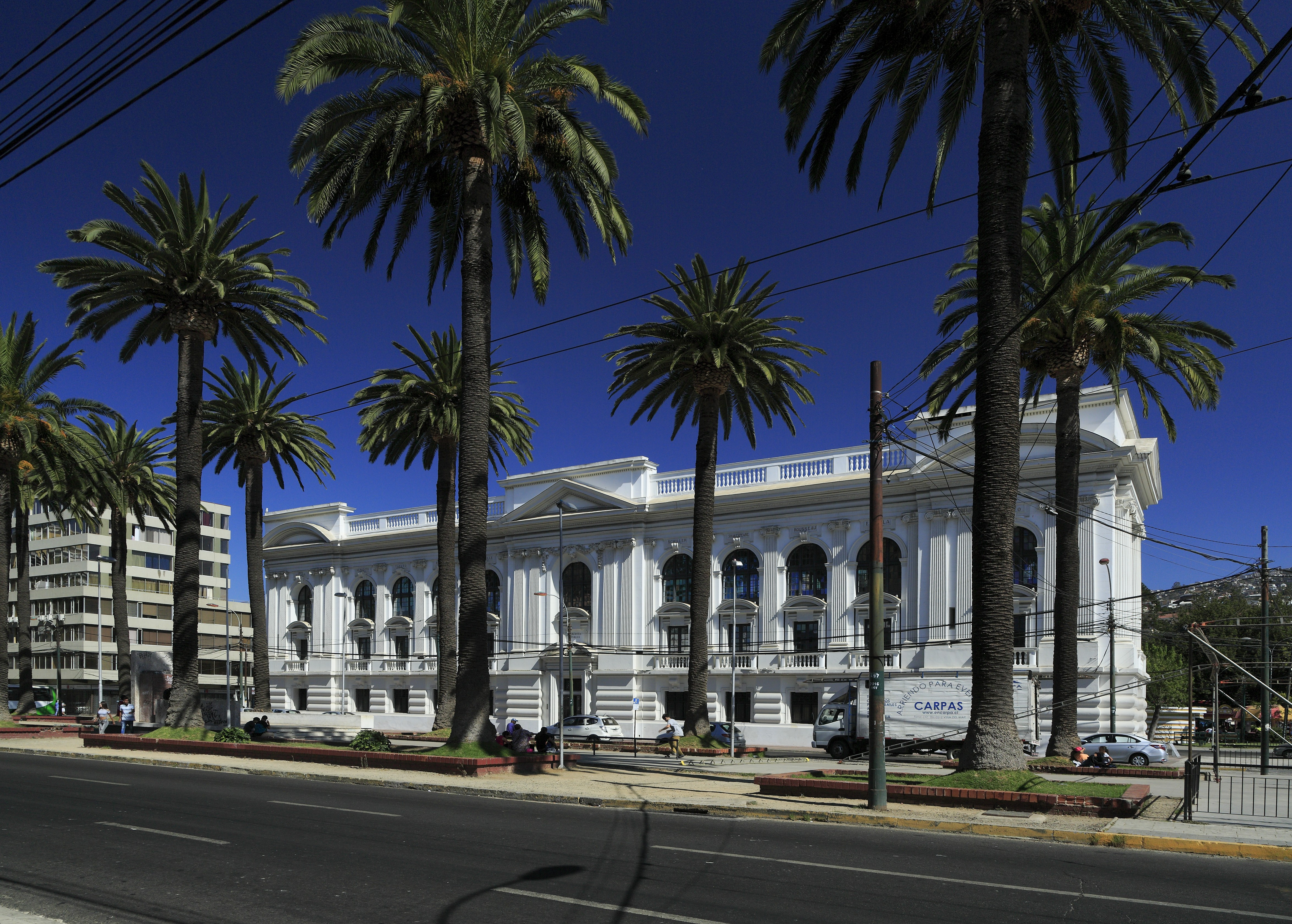
Biblioteca Santiago Severín, Valparaíso.

Las primeras bibliotecas abiertas al público datan del siglo XVIII asociadas a congregaciones religiosas asentadas en el país, con la posterior creación de la Biblioteca Nacional en el año 1813, y abriendo definitivamente en 1834. 
Pero la primera biblioteca pública concebida como se les conoce en la actualidad, corresponde a la Biblioteca Santiago Severín, ubicada en la V región en la ciudad de Valparaíso, fundada en 1873, que fue la única en funcionamiento hasta 1920. En 1921 se crea la Dirección General de Bibliotecas, que fue la entidad gubernamental impulsora y organizadora de las bibliotecas públicas en Chile. En 1929 se crea la Dirección de Bibliotecas, Archivos y Museos (Dibam), en un contexto en el que la mitad de la población era analfabeta y en el que las bibliotecas sólo se consideraban públicas por atender a miembros de una comunidad, no tenían normas estandarizadas de atención y sus características generalmente no eran similares.
Con la fundación de la Coordinación Nacional de Bibliotecas Públicas en 1978, se crean un número importante de bibliotecas públicas en el país, pero con una creación e implementación que no se correspondía con la concepción de una biblioteca moderna, las colecciones no se relacionaban con el interés y la necesidad de los lectores, las estanterías eran cerradas, el personal no estaba capacitado y la infraestructura no era adecuada.
Hacia la década de 1990 y con el término de la dictadura se modernizan las bibliotecas. En 1993 la Coordinación pasa a ser la Subdirección de Bibliotecas Públicas, cambiando las políticas y la estructura de organización, incorporando la Misión de la Biblioteca Pública y la Planificación Estratégica, convirtiéndose estos últimos en los pilares de la gestión del sistema. El desarrollo de la biblioteca se orienta a la integración de la población, la calidad de la atención al público y la creación y modernización de sus servicios.

## Misión
Tiene la misión de "Contribuir al desarrollo integral de los miembros de una comunidad determinada y a su propia identidad, con la participación de la comunidad, actuando como puente entre la cultura acumulada y el libre acceso de dicha comunidad a la información, conocimiento y recreación", visualizando a las bibliotecas públicas como espacios culturales que privilegian la lectura recreativa, inclusivos con la totalidad de la población, y además vistos como centros de recopilación del acervo cultural. 

## Funciones
Los servicios que ofrecen las bibliotecas públicas tienen diferentes funciones:

### Cultural y patrimonial
Ser un espacio donde cada persona se encuentre con el conocimiento y con su entorno, otorgando libre acceso a la lectura, investigación y creatividad. convirtiéndose en un espacio para diferentes expresiones artísticas y culturales, como; la pintura, escultura, música, folklore, artesanía, teatro, entre otras. 
Fomentar la identidad cultural de su comuna, a través de la recolección, conservación y difusión del patrimonio cultural en la localidad, siendo un puente de conexión entre los ciudadanos y el conocimiento.

### Educadora
La biblioteca y su personal asumen el rol de educar y facilitar el acceso y uso de las fuentes de información, contribuyendo a desarrollar la lectura crítica y las destrezas en el uso de la computación.

### Económica
El préstamos de libros y revistas técnicas, así como el acceso a una variedad de software, redes locales y globales (internet), facilita el acceso e intercambio de información, facilitando trámites y contribuyendo al proceso de educación permanente, aportando en el desarrollo de las habilidades y destrezas de los trabajadores, mejorando su productividad y potenciando actividades económicas.

## Colecciones

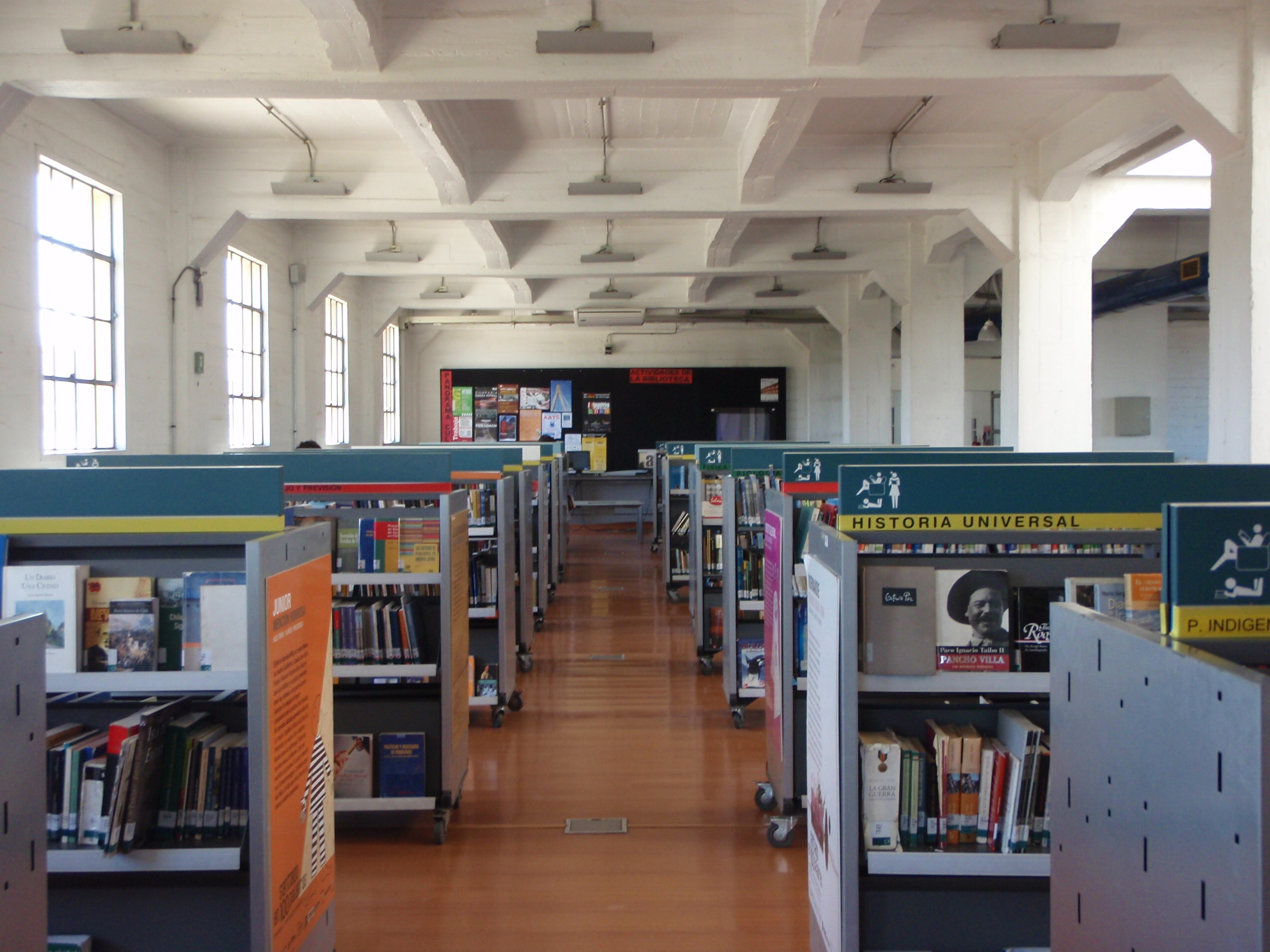
Sala de lectura en la Biblioteca de Santiago.

La red de bibliotecas públicas tiene una colección de alrededor de dos millones y medio de libros, entre los que se encuentran autores chilenos, latinoamericanos y universales en diferentes géneros. Los libros se encuentran en estanterías abiertas y si las personas son socias de la biblioteca tienen el derecho a llevar prestado el libro a domicilio por un período de 10 a 14 días o acceder a préstamo en sala. También se ofrecen diarios, revistas y material audiovisual; así como literatura infantil, colecciones para personas con discapacidad visual a través de libros en Braille, audiolibros y el uso de computadores especiales.
Se puede consultar la existencia y ubicación de cualquier tipo de material en una biblioteca pública, a través del uso del catálogo en línea.

## Programa Nacional de Construcción de Bibliotecas
El Programa Nacional de Construcción de Bibliotecas tiene como objetivo principal garantizar el acceso igualitario al libro y fomentar la lectura y la cultura en todo el territorio chileno; esto en un marco en el que se considera a las bibliotecas como proyectos integrales, que considera desde la concepción de estas, las voces y opiniones de la comunidad, mediante reuniones y mesas de trabajo. Sus beneficiarios son todas las comunas del país, ya que el programa considera la construcción de Bibliotecas Comunales y Bibliotecas Regionales, llevando cultura, libros, acceso a tecnologías y conectividad a todo Chile.

## Plan Nacional de la Lectura
El Plan Nacional de Lectura tiene la misión de poner en valor a la lectura y los lectores, posibilitando la coordinación entre los sectores públicos y privados ligados a la lectura, para que trabajen articuladamente en la ampliación de sus servicios, mejor orientación de los recursos y promover el acceso igualitario a la información. Su principal objetivo es “Promover la formación de una sociedad de lectores y lectoras, en la que se valore la lectura como instrumento que permite a las personas mejorar su nivel educativo, desarrollar su creatividad, sensibilidad y pensamiento crítico”.
El plan es coordinado por el Ministerio de Educación a través de la Dirección General de Educación, al Consejo Nacional de la Cultura y las Artes por medio del Consejo Nacional de Bibliotecas Públicas y a la Dirección de Bibliotecas, Archivos y Museos mediante el Sistema Nacional de Bibliotecas Públicas. Estas entidades lideran el proyecto con base en acuerdos y su gestión implica un liderazgo estratégico para propiciar encuentros, intercambios y discusiones entre los actores vinculados al fomento de la lectura.

## Política de Donaciones
El SNBP recibe ofertas de donaciones, siempre que estas cumplan con los criterios pertinentes a:
- Contenido: «Nuestras colecciones bibliográficas, están dirigidas a todos los grupos etáreos y género, comprenden literatura en sus diversos géneros, tanto de autores chilenos como extranjeros. Las áreas de no ficción incluyen todas las materias que posibiliten el mejoramiento de la calidad de vida tanto personal y familiar. Así, se incluyen temas como derecho, ciencias sociales, ciencias naturales, tecnología, arte, artesanía y manualidades, medicina y salud, psicología, religión, deportes, etc.».[3]
- Calidad: "«Un aspecto relevante a evaluar será la calidad del contenido como del aspecto físico del libro. No es admisible un libro cuyas hojas están pegadas al lomo, o cuadernillos con pegamento de escasa calidad; el tamaño de la letra debe ser pertinente al grupo etario destinado».[3]